# Europastraße 56
Die Europastraße 56 (kurz: E 56) ist eine von Westen nach Osten verlaufende Europastraße. Sie führt von Nürnberg in Deutschland bis zum Voralpenkreuz A1/A8/A9 bei Sattledt in Oberösterreich. Südlich des Voralpenkreuzes schließt sich die Pyhrn Autobahn A9 als Teil der Europastraße 57 an.

## Verlauf
- Deutschland (als Teilstück der Bundesautobahn 3)
  - Nürnberg (Anschluss an E45 und E51)
  - Neumarkt
  - Regensburg
  - Straubing
  - Deggendorf
  - Passau
- Österreich (als Teilstück der A 8)
  - Ried
  - Wels
  - Sattledt